# وين-واب
وين-واب هو متصفح ويب مقدم من طرف Winwap للتكنولوجيات الحديثة، المتصفح متاح على نظام التشغيل Microsoft Windows وأي جهاز  Windows CE  بالطاقة مثل شائع ويندوز موبايل مدعوم Pocket PC الهواتف.اسم (WinWAP) هو مزيج من الكلمتين«ويندوز» و «الواب».
المتصفح يمكن تطويره ب أدوات تطوير البرمجيات من اطراف أو شركات أخرى التي تسمح لإضافة الواب قدرات تطبيقات البرمجيات الخاصة بهم. يتوفر متصفح WinWAP بنسخة متوفرة مجانا، وب نسخ أخرى تأتي مثبتة مسبقا على بعض الأجهزة. 

## التاريخ
أول متصفح  WinWAP  دعم الويب 1.2 وقد صدر في عام 1999 وهو أول متصفح ويندوز ل بروتوكول التطبيقات اللاسلكية في العالم. فيأحدث إصدارات المتصفح أصبح متوافق مع الواب 2.0 ويدعم WML, xHTML MP وHTML.